# Attimo x attimo (singolo)
Attimo x attimo è un singolo della cantante italiana Anna Tatangelo.

## Descrizione
Il brano, scritto da Francesca Volpini e composto da Fio Zanotti, era originariamente destinato a Mia Martini. A causa della morte dell'artista non è stato, però, registrato ed è quindi stato affidato, dopo una lunga serie di provini, a Tatangelo.

## Formazione
- Anna Tatangelo - voce
- Giordano Mazzi - tastiera
- Raffaele Chiatto - chitarra
- Paolo Costa - basso
- Lele Melotti - batteria
- Fio Zanotti - tastiera
- Paolo Gianolio - chitarra
- Rossella Ruini - cori